# La Couronne des croisés
La Couronne des croisés est une histoire en bande dessinée de Keno Don Rosa. Elle met en scène Balthazar Picsou avec ses neveux Donald Duck, Riri, Fifi et Loulou, confronté aux deux membres du Conseil monétaire international, Molay et Barbedrue (ou Dutoc, selon les traductions). Elle se déroule notamment à Donaldville, en Brutopie et en Haïti.
Rappel : malgré l'utilisation de nombreux faits historiques, cette histoire reste une fiction.

## Synopsis

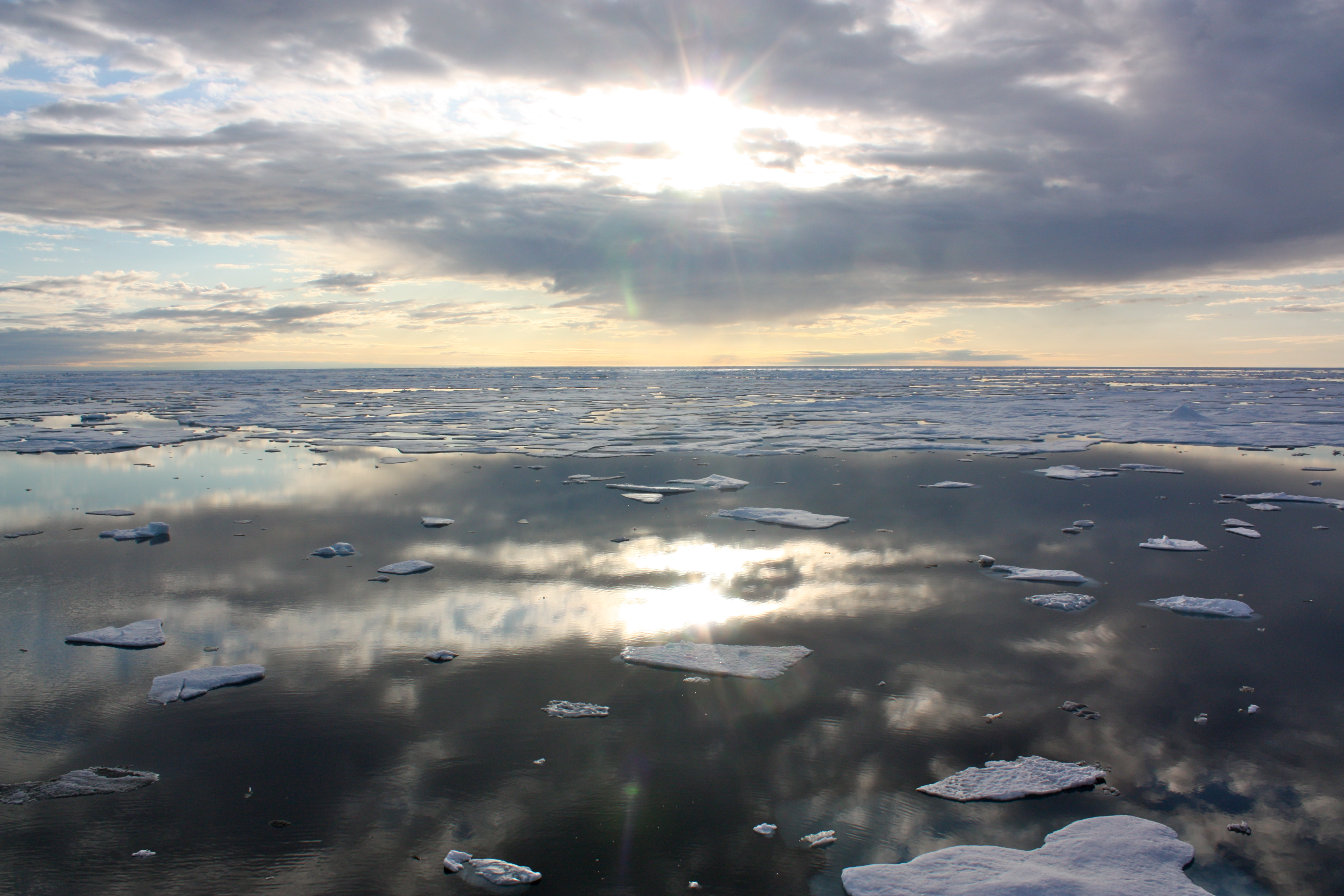
Plaques de glace dans la mer des Tchouktches

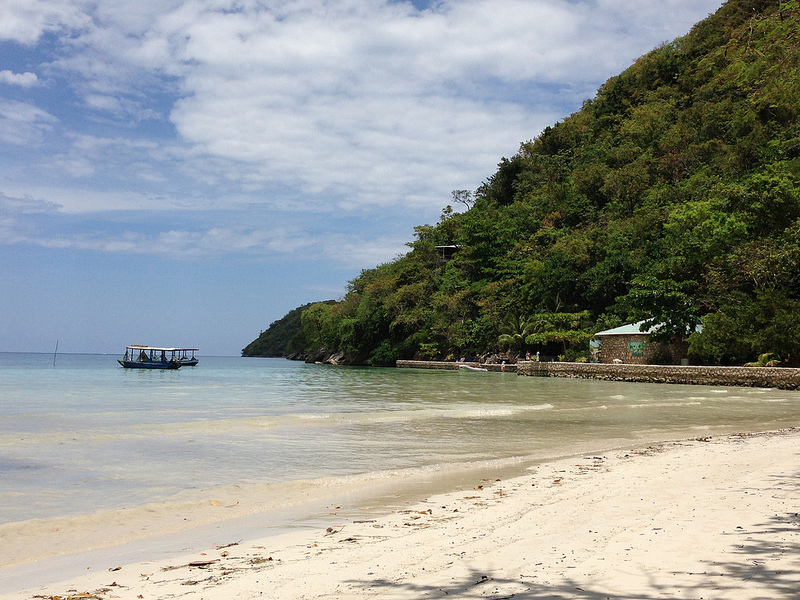
Plage haïtienne, Cap-Haïtien

Déprimant sur les trésors qu'il a trouvés puis perdus (pierre philosophale, couronne de Gengis Khan...), Picsou se souvient qu'il sait où trouver le journal de bord perdu de Christophe Colomb. Celui-ci révèlerait la cachette de la couronne en or qu'un templier devait remettre au Khan du Cathay. Pour le retrouver, Picsou entraîne ses neveux dans les côtes de la dictature brutopienne, dans la mer des Tchouktches.
Une fois en possession du journal de bord, il requiert l'aide du Conseil monétaire international. En effet les deux principaux membres, Molay et Barbedrue, sont des experts des croisades et de l'Ordre du Temple. Ce dernier accompagnera Picsou et les siens en Haïti où se trouve cachée la couronne.

## Fiche technique
- Histoire noD 2001-024.
- Éditeur : Egmont.
- Titre de la première publication : Korsridderkongernes krone (danois), Korsfarerkongenes krone (norvégien), Korsfararkungarnas krona (suédois).
- Titre en anglais : The Crown of the Crusader Kings.
- Titre en français : La Couronne des croisés.
- 28 planches.
- Auteur et dessinateur : Don Rosa.
- Premières publications : Anders And Co (Danemark), Donald Duck & Co (Norvège) et Kalle Anka & Co (Suède), no 43-45, octobre et novembre 2001.
- Première publication aux États-Unis: Uncle Scrooge no 339, mars 2005.
- Première publication en France : Picsou Magazine no 363, avril 2002.

## Cette histoire dans l'œuvre de Don Rosa

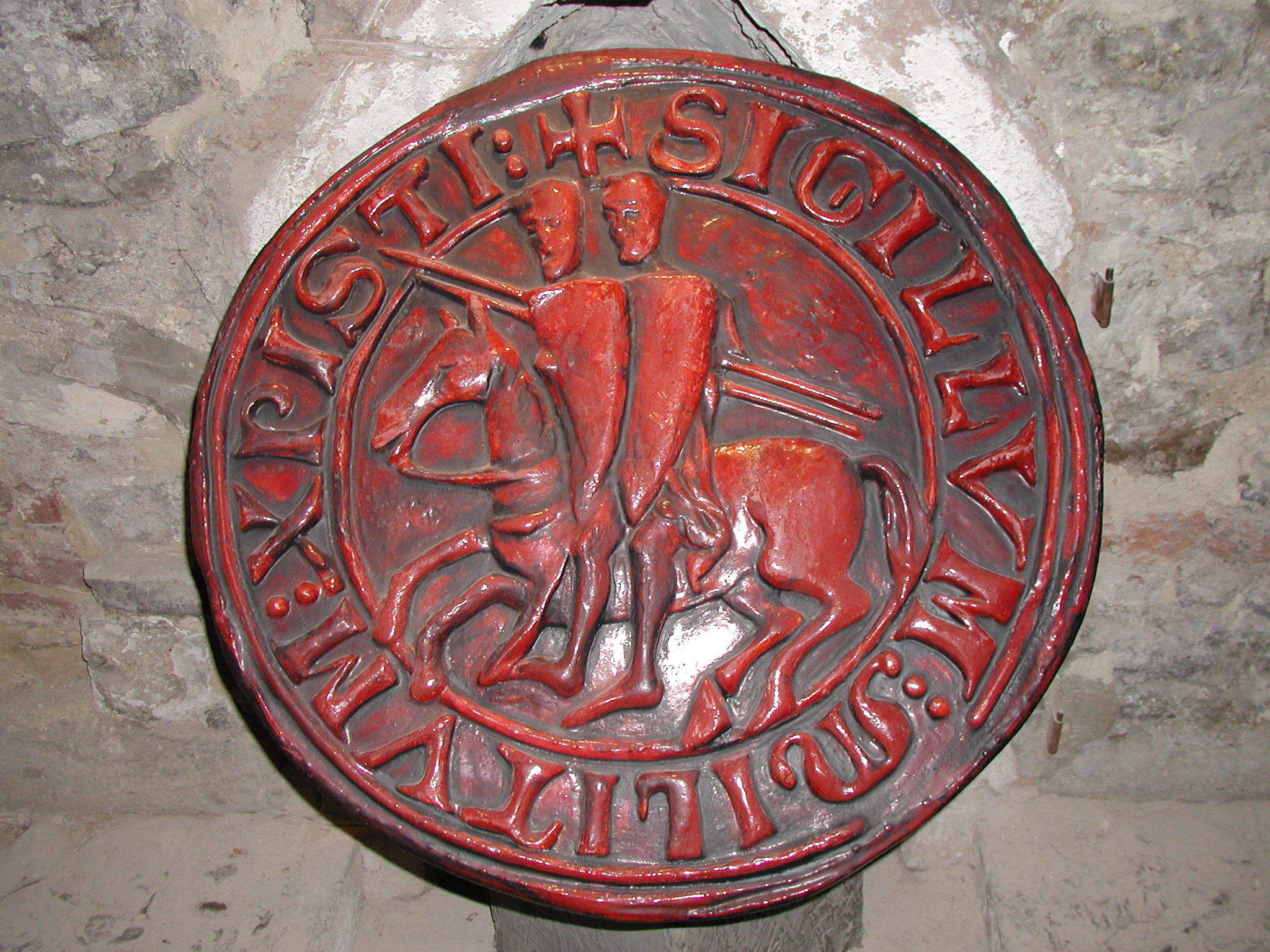
Reproduction de sceau templier lors d'une exposition à Prague. Ce sceau est visible à plusieurs reprises dans cette histoire.

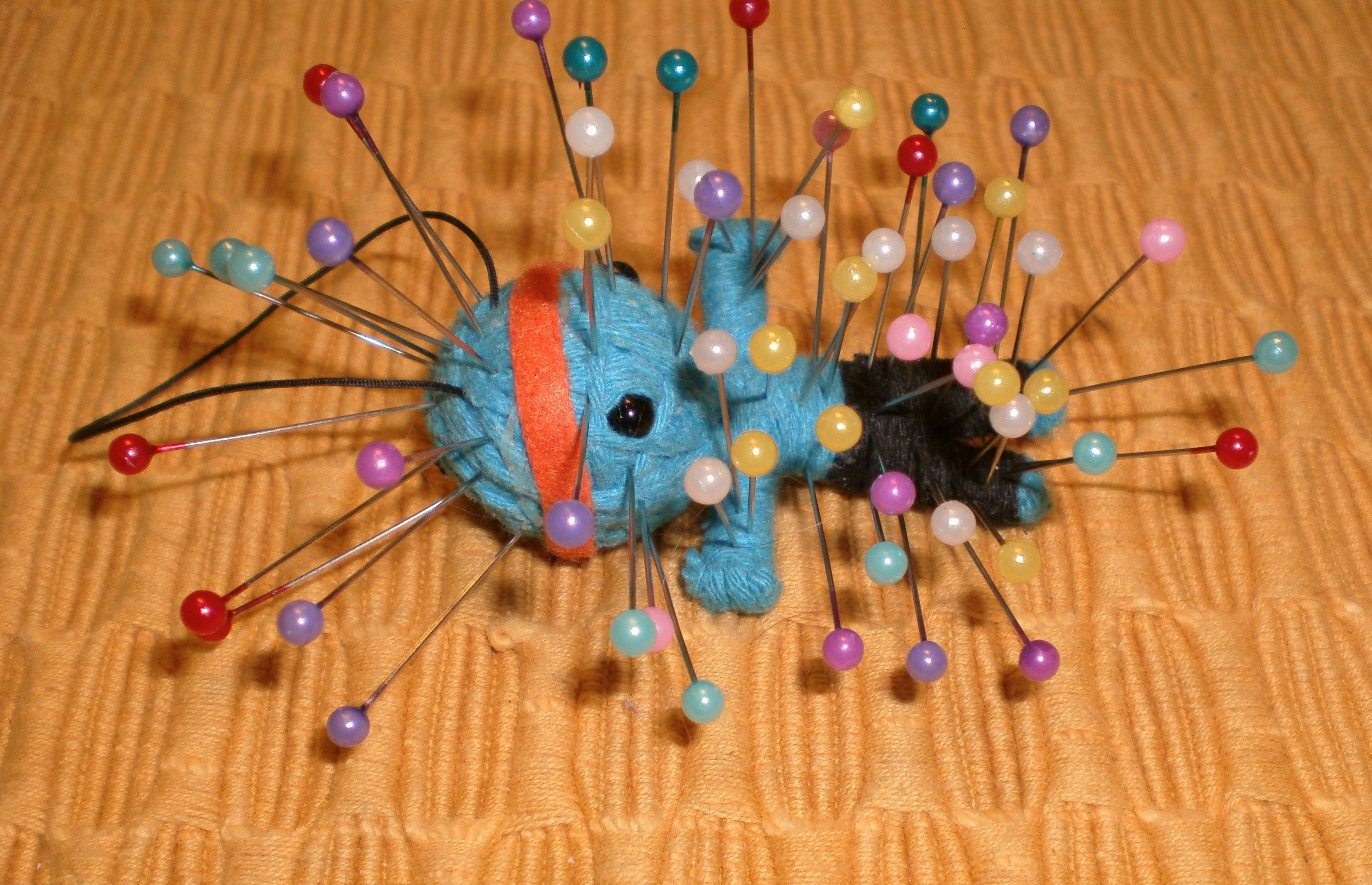
Poupée vaudou avec 58 aiguilles plantées dans le corps

### Diverses idées pour une histoire

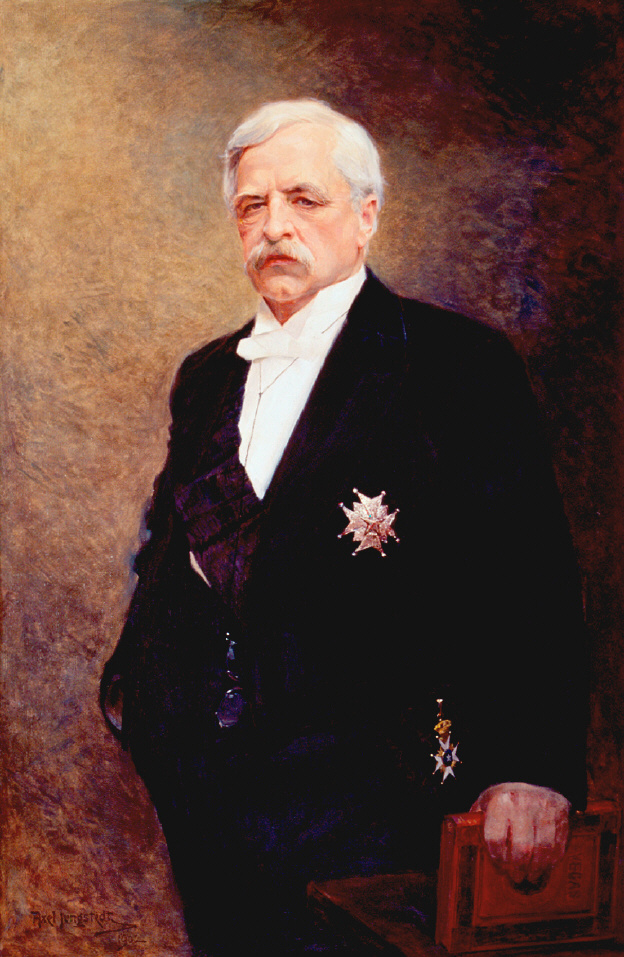
Portrait Adolf Erik Nordenskiöld par Axel Jungstedt (en), 1902.

### Les Templiers et Christophe Colomb

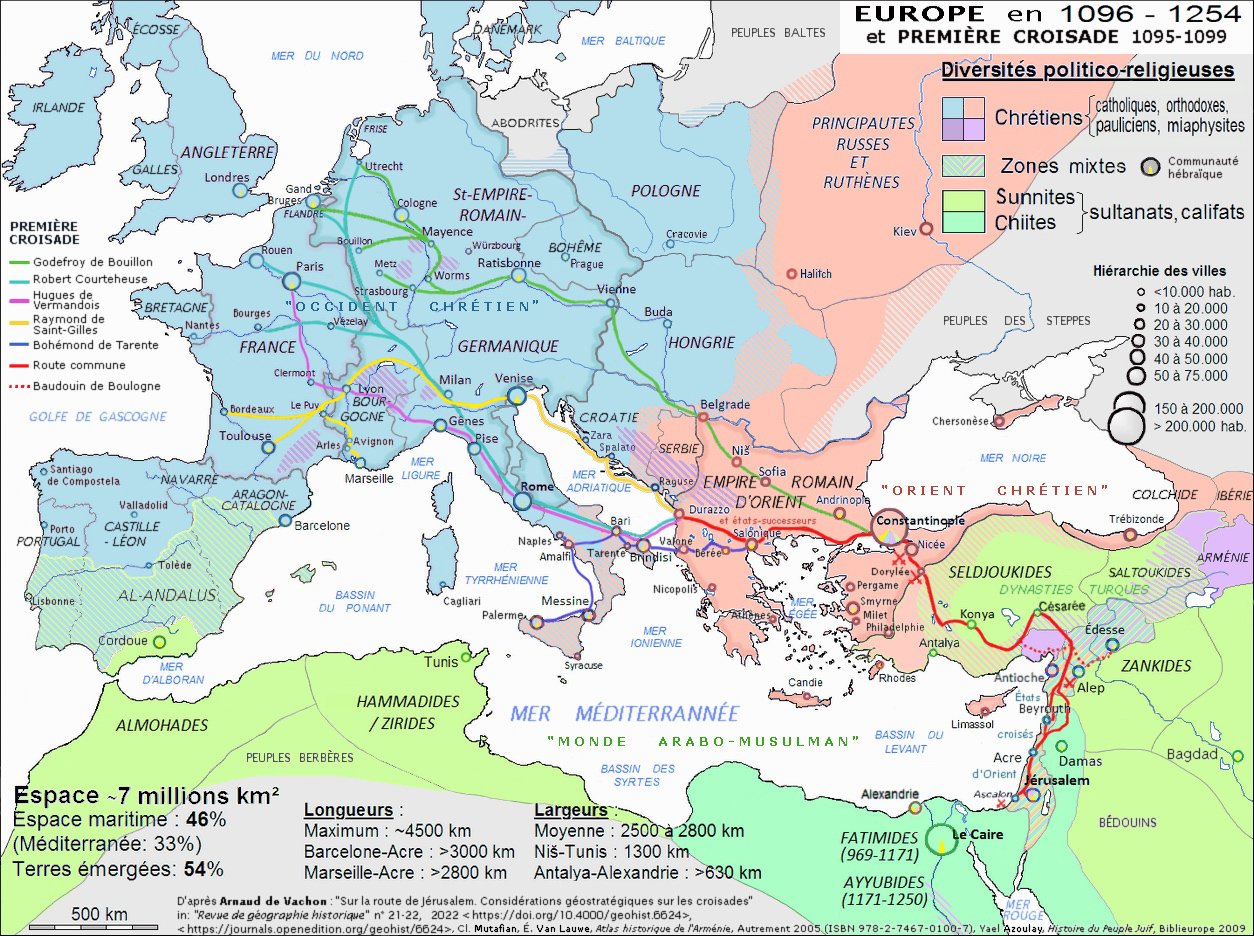
Carte de la première croisade

Armoiries du royaume de Jérusalem.

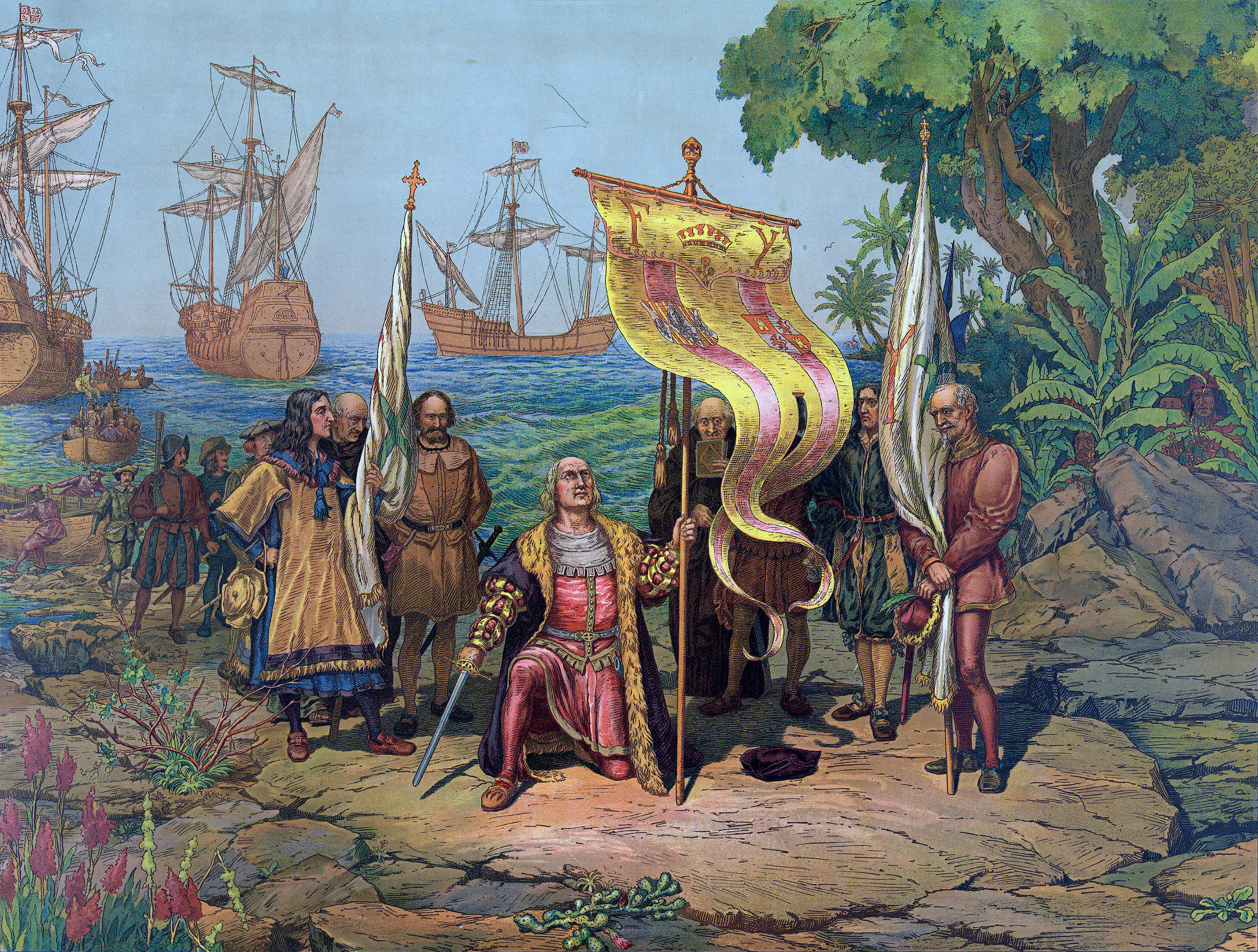
L'arrivée de Christophe Colomb en Amérique avec deux bannières blanches blasonnées d'une croix verte et une bannière jaune frappée des initiales F et Y des souverains Ferdinand II d'Aragon et Ysabelle de Castille.

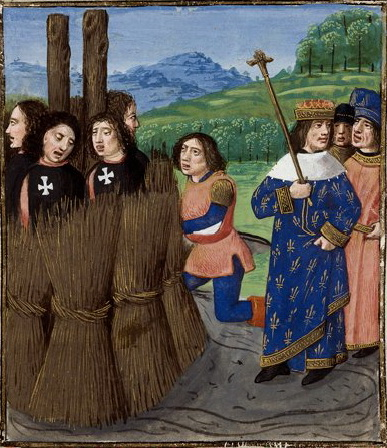
Templiers sur le bûcher en présence de Philippe IV le Bel, XV^{e} siècle.